# Maestro (kunst)

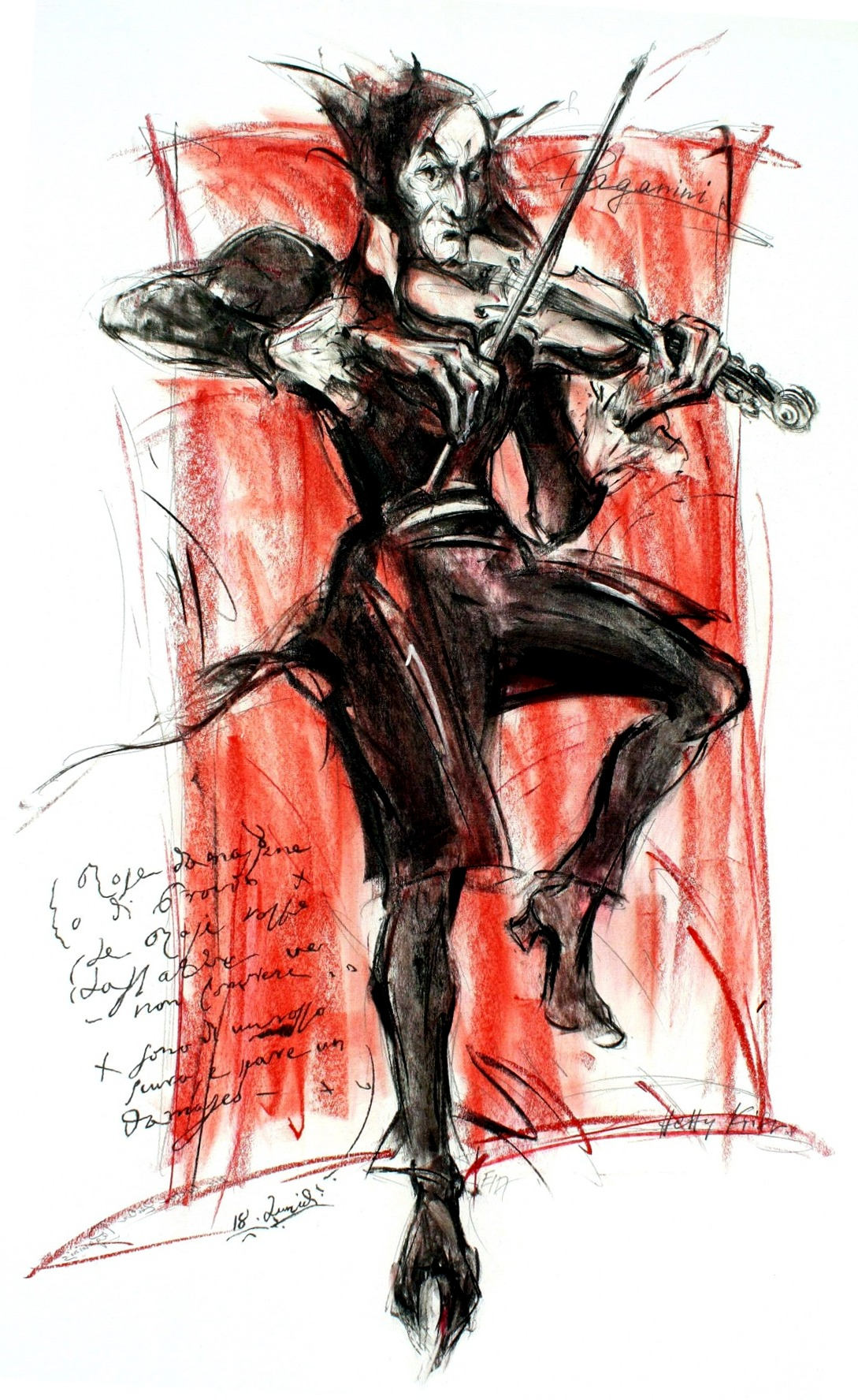
Sommige composities van de maestro Paganini gelden als vrijwel onspeelbaar door de zware eis van virtuositeit.

Maestro (m) of Maestra (v) is het Italiaanse woord voor meester of leraar. 
Als aanspreekvorm getuigt het woord van groot respect (hoewel het ook ironisch kan worden gebruikt).
De benaming wordt internationaal gebruikt in de wereld van klassieke muziek voor een virtuoos, dirigent of componist. 
Ook in andere kunstvormen, waaronder beeldhouwen en schilderkunst, wordt de term wel gebruikt, maar meester is dan gebruikelijker. 